# Battaglia di Mohács (1687)
La battaglia di Mohács del 1687 (nota anche come battaglia del monte Harsány o seconda battaglia di Mohács) fu combattuta nel corso della cosiddetta quinta guerra austro-turca fra le truppe imperiali asburgiche al comando del duca di Lorena Carlo V e l'esercito ottomano al comando di Sarı Süleyman Pascià. Essa terminò con la vittoria austriaca, sotto l'impressione della quale il ceto nobiliare del parlamento di Bratislava riconobbe il diritto alla successione al trono ungherese da parte della casa degli Asburgo.

## Antefatti

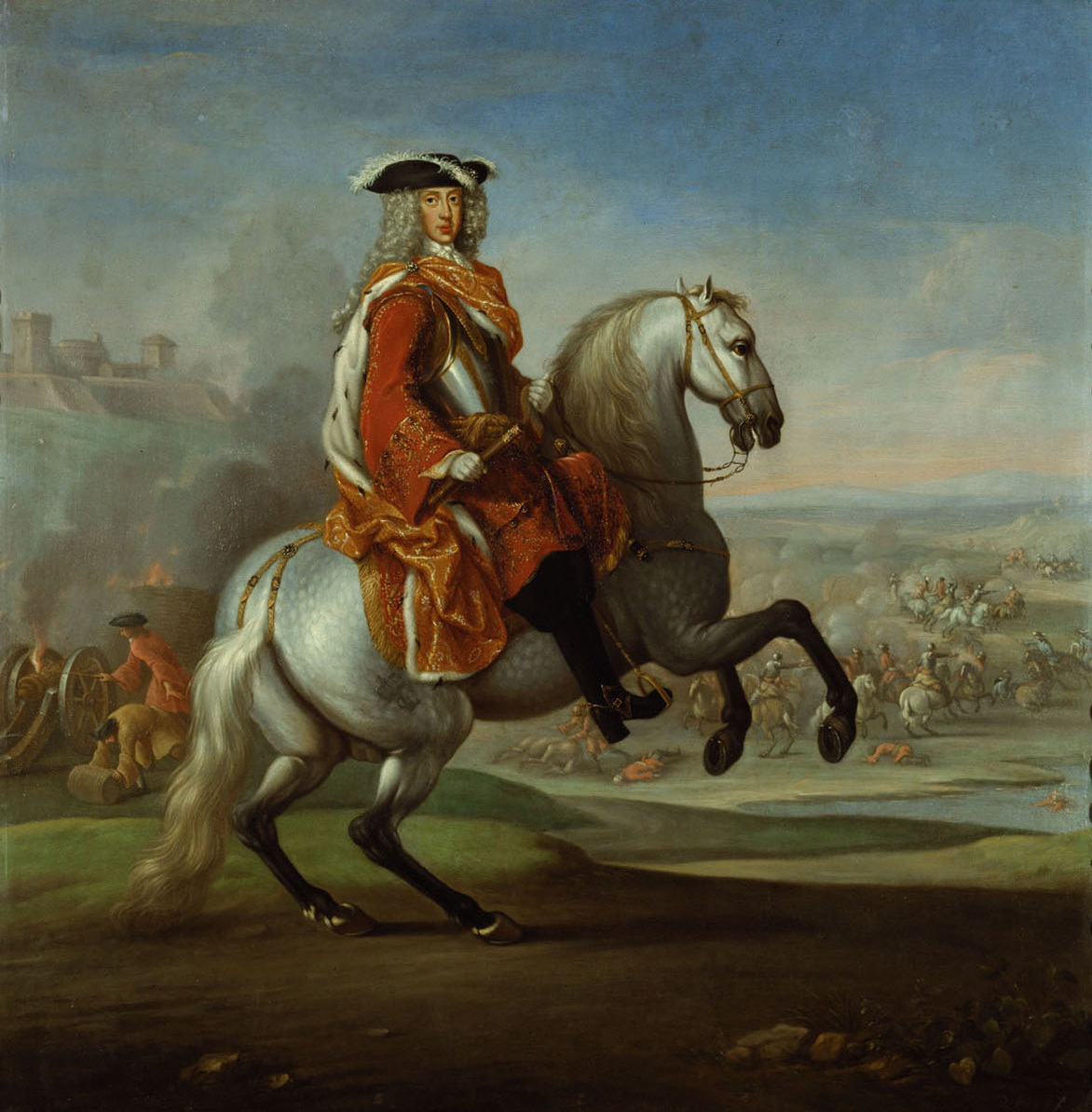
Carlo V, duca di Lorena

Dopo che per la seconda volta l'assedio di Vienna da parte ottomana era fallito (12 settembre 1683), l'iniziativa militare passò all'impero asburgico.
Negli anni seguenti, sotto la pressione dell'esercito imperiale agli ordini di Carlo V di Lorena, le forze armate turche si ritirarono e quelle austriache riuscirono ad occupare varie fortezze. Nel 1686 fu strappata ai turchi Buda, il che allora fu considerato un notevole successo. Offerte di pace da parte ottomana non furono ricambiate, poiché oramai pareva possibile all'impero austriaco l'occupazione dell'intera Ungheria.
Nell'aprile del 1687 fu decisa a Vienna un'ulteriore avanzata. L'armata principale, forte di circa 40 000 soldati agli ordini di Carlo di Lorena, avrebbe dovuto avanzare lungo il Danubio fino ad Osijek mentre una seconda armata di circa 20 000 effettivi, agli ordini del principe elettore Massimiliano Emanuele di Baviera, doveva nel contempo portarsi da Szolnok sul Tibisco verso Petrovaradin.
A metà di luglio le due armate si riunirono sul Danubio. Le truppe turche (circa 60 000 uomini) al comando del Gran Visir Sarı Süleyman Pascià eressero invece un accampamento fortificato di fronte ad Osijek, in difesa della città. Tra i due eserciti vi era ora solo il fiume Drava. Alla fine di luglio le truppe imperiali crearono una testa di ponte fra le due rive del fiume e si disposero in ordine di combattimento per provocare i turchi, che tuttavia non reagirono e si limitarono al cannoneggiamento del ponte sulla Drava e dei terrapieni sulle rive.
Poiché il duca di Lorena non se la sentiva di assalire l'accampamento fortificato ottomano, si decise dopo qualche giorno a sgomberare il ponte, benché sapesse che la sua condotta sarebbe stata criticata persino dall'imperatore. Il Gran Visir presunse che il morale delle truppe nemiche fosse ora piuttosto basso e decise di seguirle. Con accorte manovre egli spinse le truppe imperiali nella zona di Mohács, ove all'inizio di agosto stavano erigendo un campo fortificato. Anche gli ottomani allestirono presso Darda una postazione fortificata, che però non era visibile dagli imperiali perché nascosta da fitti cespugli. Il duca di Lorena conseguentemente non presagiva ancora nulla a proposito della vicinanza dell'esercito ottomano.

## Lo svolgimento della battaglia
Il mattino del 12 agosto il duca di Lorena decise di spostarsi verso Siklós, ritenendo quel terreno più favorevole a lui per lo scontro. L'ala destra si mise in movimento e marciò verso ovest in una zona di fitto bosco. Süleyman Pascià vide in questo una buona occasione di vittoria ed attaccò con tutta la sua armata l'ala sinistra nemica comandata dal principe elettore di Baviera, che stava ancora al riparo delle sue fortificazioni in attesa di marciare anch'egli verso ovest.
Solo 8 000 Spahi cercarono di circondare l'ala sinistra degli imperiali. Il principe elettore di Baviera ritenne di dover informare il duca di Lorena, che si stava mettendo in marcia verso ovest e si apprestò a respingere il doppio assalto turco.

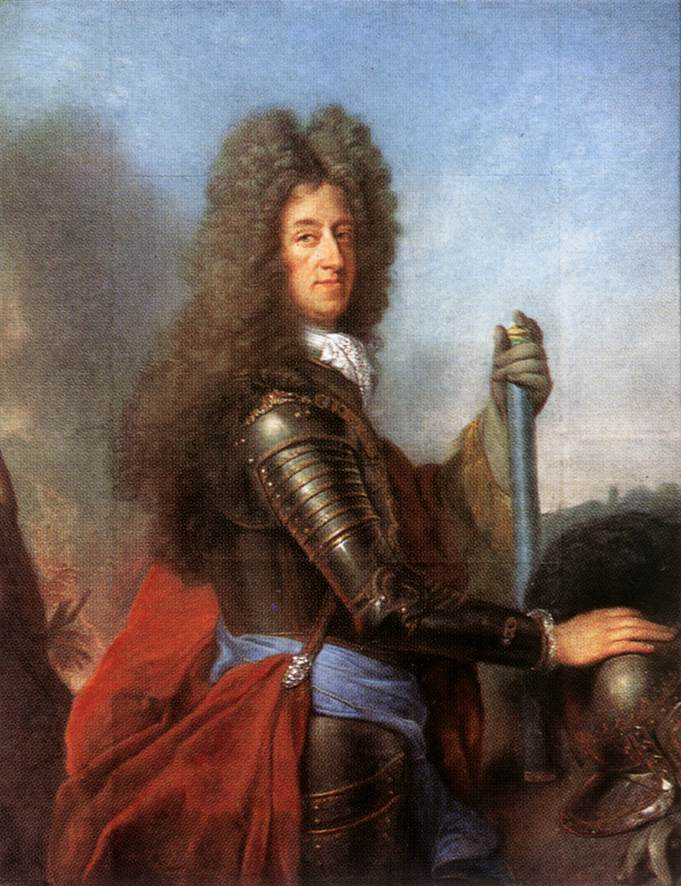
Massimiliano Emanuele II di Baviera

La fanteria mantenne le proprie posizioni ed il generale Piccolomini riuscì a rigettare con i suoi reggimenti di cavalleria il tentativo di aggiramento degli Spahi.
Il Gran Visir rimase sorpreso dell'inaspettata, intensa resistenza e diede ordine di sospendere l'attacco. L'artiglieria turca allora iniziò a bombardare le postazioni degli imperiali, che ricevettero l'ordine di mettersi al riparo gettandosi dietro i trinceramenti. Così l'ala destra, allarmata dai messaggeri, poté guadagnare il tempo sufficiente per ritornare sulle posizioni originali. Anche il duca di Lorena pensò immediatamente che per prima cosa si dovevano difendere le postazioni occupate, ma infine si lasciò convincere dal principe elettore di Baviera e dal margravio di Baden-Baden, Luigi Guglielmo ad effettuare un deciso contrattacco.
Lo schieramento dell'esercito imperiale terminò verso le 15. A quel punto anche Süleyman Pascià riprese il suo attacco. Gli Spahi, appoggiati dai Giannizzeri, tentarono nuovamente di circondare le posizioni dell'ala sinistra dell'esercito imperiale. Il margravio del Baden, con 23 squadroni, respinse il tentativo e passò infine egli stesso all'attacco delle non ancora completate postazioni nemiche. Alla testa degli attaccanti, le truppe dei generali Rabuti e del principe Eugenio di Savoia irruppero nei trinceramenti turchi, per quanto, a causa del terreno accidentato, avessero dovuto smontare dai loro cavalli. La resistenza turca si infranse e si trasformò presto in una fuga disordinata.

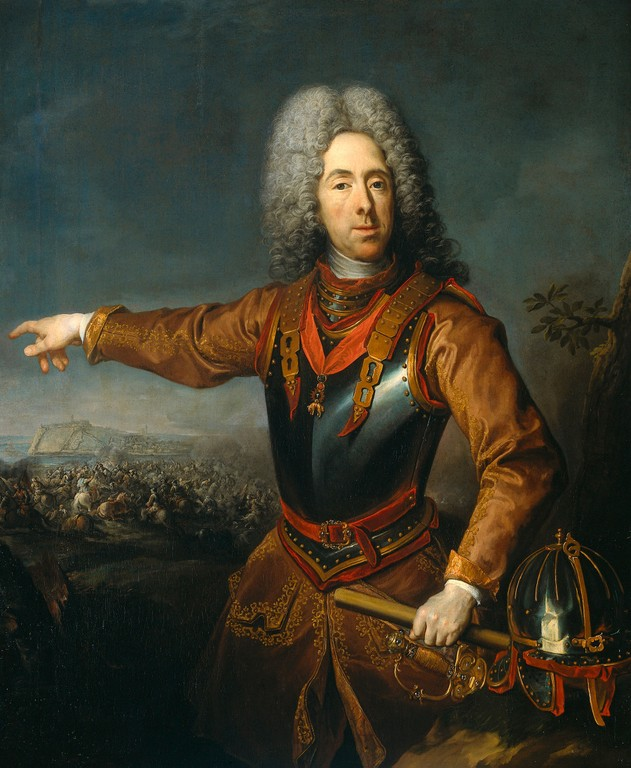
Il principe Eugenio di Savoia

Era rimasta in campo per l'intero svolgersi della battaglia la sola ala sinistra dell'esercito imperiale. Davanti al fronte dell'ala destra stava un fitto bosco che non consentiva alcun attacco. Si era tuttavia cercato di intraprendere una manovra di accerchiamento sull'ala destra, per tagliare la ritirata turca, ma la colonna si era persa nel bosco. Le perdite in campo austriaco ammontarono a circa 600 uomini mentre quelle turche, secondo alcune stime, fino a 10 000 uomini, oltre a 66 bocche da fuoco.

## Conseguenze
La sconfitta gettò l'Impero ottomano in una profonda crisi di politica interna. Già prima della battaglia il morale delle truppe turche era, a causa delle recenti sconfitte, piuttosto basso. Dopo la battaglia si giunse presto nell'accampamento del Gran Visir ad una rivolta dei Giannizzeri e degli Spahi. Il Gran Visir fuggì verso Istanbul, ma una legazione dei ribelli lo seguì ed ottenne dal sultano Mehmet IV la sua decapitazione. Poco tempo dopo però le truppe ammutinatesi deposero lo stesso sultano, ponendo sul trono il fratello Solimano II. Dopo ulteriori violenze contro i dignitari e gli alti funzionari, la rivolta popolare si placò.
Questa debolezza delle truppe turche consentì all'armata imperiale l'occupazione di vaste zone.
Essa occupò Osijek, Cluj-Napoca, Valpovo, Petrovaradin, Carlowitz, Ilok, Požega, Várpalota ed Eger, portando così la Slavonia e la Transilvania sotto il controllo asburgico.
Il prestigio così acquisito dal casato degli Asburgo convinse il ceto nobiliare del parlamento di Presburgo, il 9 dicembre 1687, a riconoscere il diritto alla successione al trono ungherese da parte del solo novenne arciduca d'Austria Giuseppe. Inoltre gli ungheresi si impegnarono esplicitamente da quel momento in avanti ad incoronarlo mentre il padre era ancora in vita e contemporaneamente a rinunciare al loro diritto a resistere-contraddire (jus resistendi/jus contradicendi) il re.
Le persistenti dispute, che si trascinavano dai tempi della morte del re Luigi II (1505 – 1526) fra gli Asburgo, i turchi, i nobili ungheresi e i principi transilvani per la corona d'Ungheria, terminarono allora a favore degli Asburgo.
Dopo la conferma formale del 25 gennaio 1688, la corona ungherese fu da allora oggetto di successione asburgica.